# Ермітів скалярний добуток
Ермітів скалярний добуток (додатньо-визначена ермітова форма) — комплексний аналог скалярного добутка.
Якщо {\displaystyle \ V} — комплексний векторний простір. Ермітів скалярний добуток на {\displaystyle \ V} — це сесквілінійне, ермітово-симетричне та позитивно-означене відображення 
{\displaystyle V\times V\to \mathbb {C} ,\quad u,v\mapsto (u,v).}
Це означає, що виконуються такі властивості:
- {\displaystyle (\lambda u_{1}+u_{2},v)={\bar {\lambda }}(u_{1},v)+(u_{2},v),\quad (u,\lambda v_{1}+v_{2})=\lambda (u,v_{1})+(u,v_{2}),\qquad u_{1},u_{2},v_{1},v_{2}\in V,\;\;\lambda \in \mathbb {C} } (сесквілінійність)
- {\displaystyle (u,v)={\overline {(v,u)}}\qquad u,v\in V} (ермітова симетрія)
- {\displaystyle \ (u,u)>0} для {\displaystyle u\neq {\vec {0}}} (позитивна означеність)

Норма в Ермітовому просторі просторі задається як:
{\displaystyle \|v\|={\sqrt {|\langle v,v\rangle |}}.}